# Wrangelturm

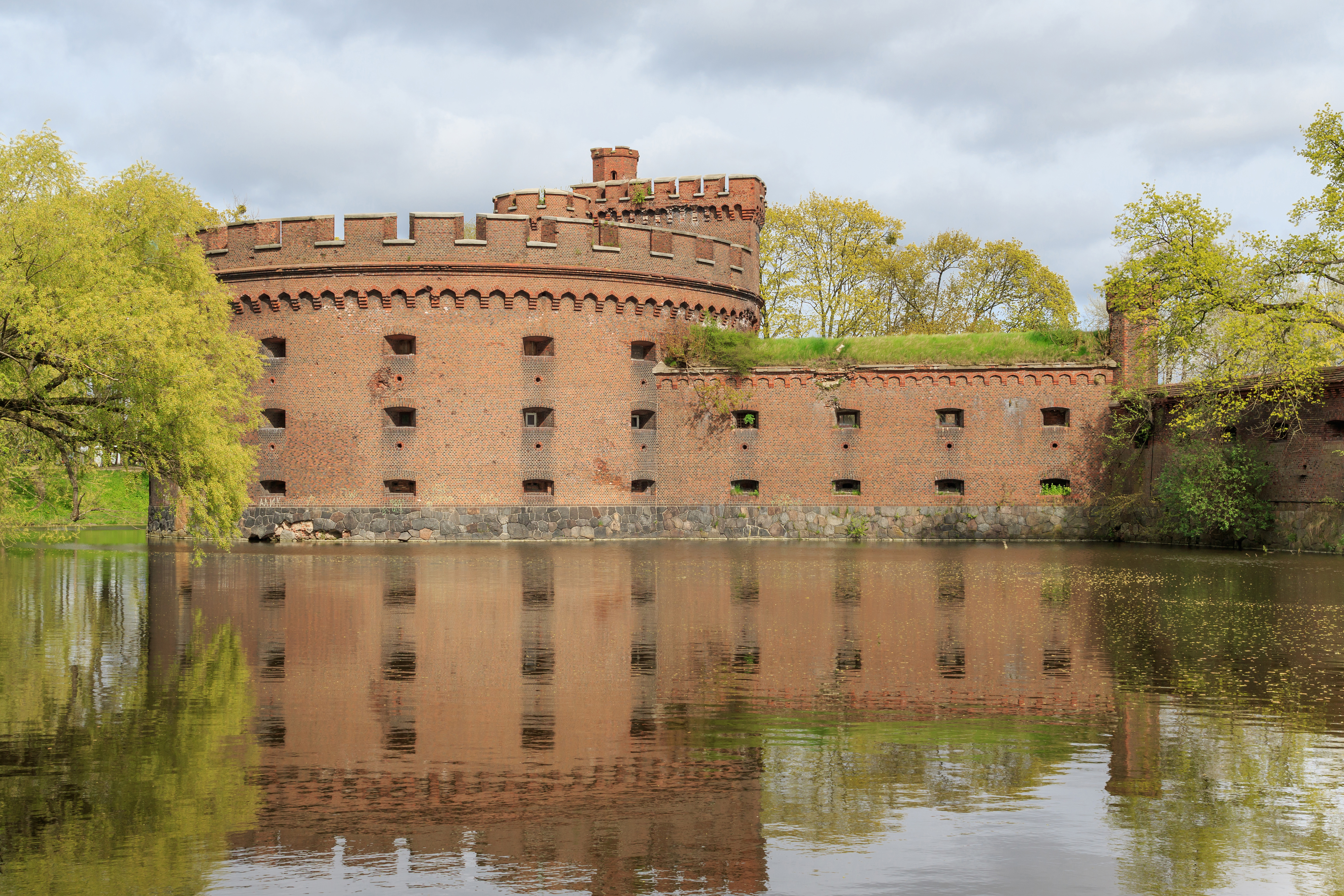
Gegenwärtiger Zustand (2017)

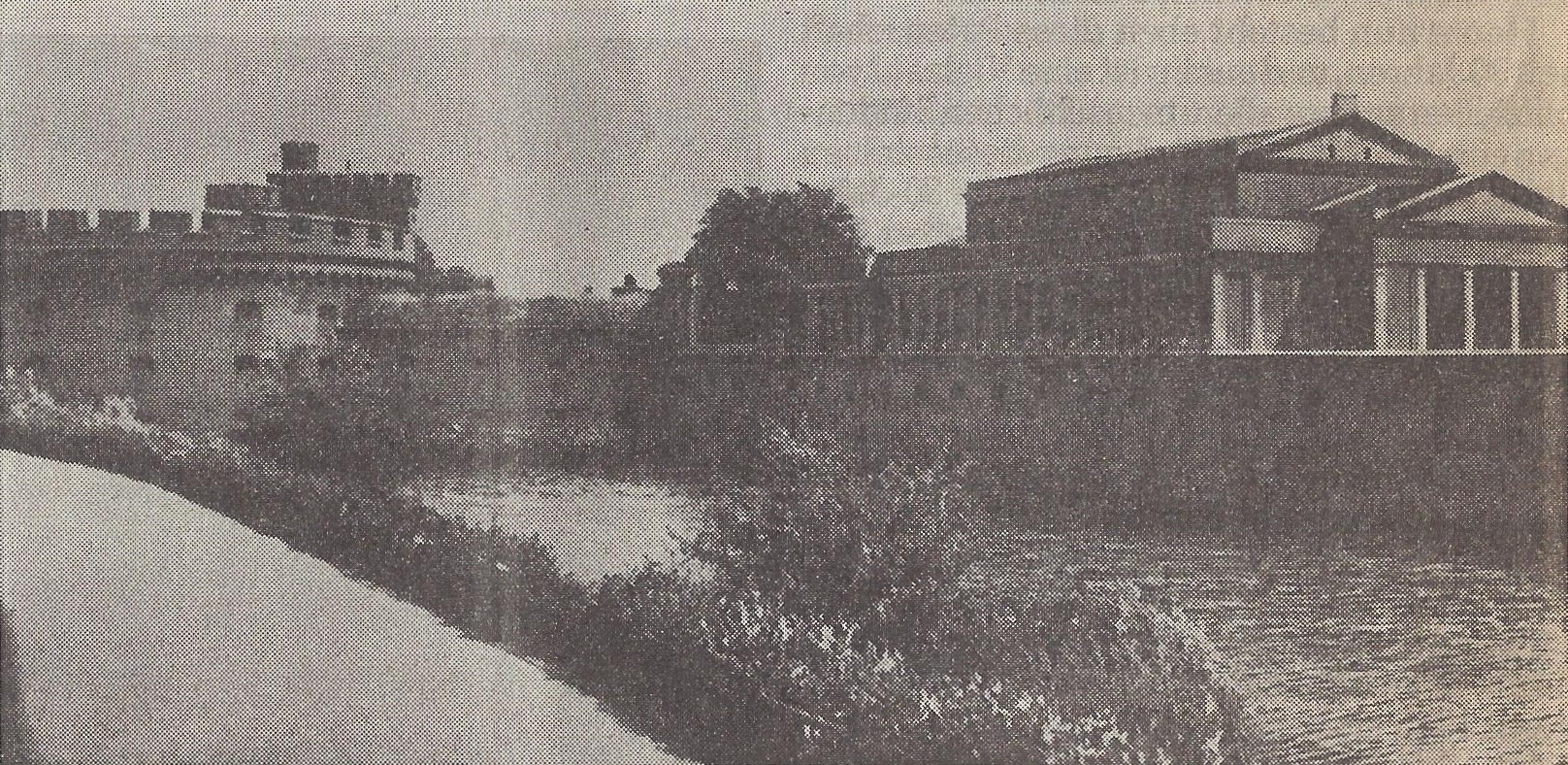
Wrangelturm und Kunsthalle

Der Wrangelturm gehört zu den Fortifikationsbauten Königsberg.

## Lage und Bedeutung
Der Wrangelturm liegt zwischen der ehemaligen Kunsthalle und der Südwestecke des Oberteichs. Benannt ist er nach dem Generalfeldmarschall Friedrich von Wrangel. Er ist das Gegenstück zum Dohna-Turm an der Südostecke des Oberteichs. Er wurde 1853 erbaut. Wrangel- und Dohna-Turm bildeten zusammen mit dem Oberteich den nördlichen Eckpfeiler der Verteidigungsanlage. Es handelt sich der Bauform nach um einen Montalembertschen Turm, dessen erste Entwurfzeichnungen aus den 1840er Jahren noch auf den damaligen Generalinspekteur der preußischen Festungen, General Ernst Ludwig von Aster, zurückgehen. Von den Türmen aus konnte man weite Bereiche des Vorfeldes und des Sees beschießen und die Kanonen möglicher Angreifer in respektvoller Entfernung halten. Beide Türme zählen 34 Meter im Durchmesser und 12 Meter in der Höhe. Die Artillerie der Türme war in 42 Kasematten untergebracht, die auf zwei ringförmigen Stockwerken untergebracht waren. Der Oberteil des zweiten Stockwerks wies eine offene, durch eine zackenförmige Brustwehr geschützte Gefechtsfläche auf. Die Kasemattenebenen und die obere Gefechtsfläche waren miteinander durch die in den inneren Halbtürmen angeordneten Wendeltreppen verbunden. Als der Wrangelturm seine militärische Bedeutung verlor, wurde 1913, als sich die Befreiung Preußens von der napoleonischen Herrschaft zum 100. Mal jährte, eine Kunsthalle unter der Leitung des Königsberger Architekten und Hochschullehrers Friedrich Lahrs angebaut. Dieser Anbau wurde mit der Zeit zu einer Art Museum für darstellende Kunst. An der Ziegelsteinmauer einer am Wrangelturm liegenden wassertechnischen Anlage konnte man seinerzeit den so genannten „deutschen Michel“ sehen. Die Figur stellte einen kräftigen Bauern dar, dessen rechte Hand zum Getreidesäen ausholte und die linke einen Dreschflegel an der Schulter festhielt. Dieses Symbol des deutschen Bauerntums wurde vom Bildhauer Friedrich Reusch erschaffen. Die kräftige Bauerngestalt mit einem Dreschflegel über der Schulter und 2,20 Meter hoch entsprach, als sie endlich fertiggestellt war, nicht mehr dem Geschmack der Zeit, so dass Reusch sie der Stadt 1904 schenkte. Zunächst wurde der Deutsche Michel im Garten des Prussia-Museums aufgestellt; erst 1924 fand er eine wirkungsvolle Heimstatt in den Anlagen am Wrangelturm, wo er von vielen Königsbergern gesehen wurde, die ihn alsbald in ihr Herz schlossen. Die Statue ging im Zweiten Weltkrieg verloren, allein der Sockel ist noch vorhanden. Nach langen Jahren der Vernachlässigung will man den Wrangelturm nun zur kulturellen Begegnungsstätte umbauen. Sanierungs- und Erneuerungsarbeiten im Wert von 1 Million Rubel, welche von der Gebietsregierung zur Verfügung gestellt werden, haben im November 2019 begonnen.

## Korporationen
Im Wrangelturm saßen der studentische Wehrbund Harringa sowie die Hochschulgilden „Hermann Balk“ und „Skuld“ in der Deutschen Gildenschaft.